# 北秋田市立鷹巣中央小学校
北秋田市立鷹巣中央小学校（きたあきたしりつたかのすちゅうおうしょうがっこう）は、秋田県北秋田市脇神に存在した公立小学校。

## 学校概要
- 児童数 107名
- 学級数	8
- 教職員数 20名

※2020年4月1日現在
教育目標
「あかるく あつく あきらめず」
～永久なる中央ハート～
校歌
- 作詞 - 高村 禅雄
- 作曲 - 岡田 志津麿

## 沿革
- 1875年（明治8年）9月26日 - 脇神学校創立
- 1887年（明治20年）4月 - 脇神尋常小学校と改称
- 1901年（明治34年）4月 - 沢口尋常小学校と改称
- 1929年（昭和4年） 5月 - 藤株（高森塚ノ岱）に校舎新築移転
- 1941年（昭和16年）4月 - 沢口国民学校と改称
- 1947年（昭和22年）4月 - 沢口村立沢口小学校と改称する。
- 1955年（昭和30年）4月 - 町村合併により、鷹巣町立沢口小学校となる。
- 1969年（昭和44年）4月 - 鷹巣町立鷹巣中央小学校と改称する。
- 1971年（昭和46年）10月 - 校歌制定。
- 1972年（昭和47年）4月 - 中央校舎と鷹巣校舎が統合、高村岱に新築移転。
- 2005年（平成17年）3月22日 - 町村合併により、鷹巣町立から北秋田市立に変更。
- 2020年（令和2年）4月1日 - 鷹巣南中学校の閉校[1]により、進学先中学校が鷹巣中学校になる。
- 2020年（令和2年）11月7日 - 閉校記念フェスティバルを行う[2]。
- 2021年（令和3年）3月31日 - 鷹巣中央小学校を廃止。（鷹巣南小学校と統合して、旧鷹巣南中学校に「清鷹小学校」を設置[3]。）

## 通学区域
- 脇神字の全地域
- 鷹巣字平崎上岱[4]

## 進学先中学校
- 北秋田市立鷹巣中学校

## 学区内の主な施設
- 伊勢堂岱遺跡 - 国指定史跡
- 大館能代空港
- 鷹巣中央公園
- アメダス 脇神観測所
- 鷹巣浄水場
- 大館北秋田森林組合

- 秋田県農業共済組合 県北家畜診療所
- 秋田県北部家畜保健衛生所
- ケアタウンたかのす
- メガソーラー発電所
  - SGET秋田メガソーラー
  - 燦（サン）ソーラー

## 交通
- 秋北バス「家畜保健所前」バス停より徒歩4分
- 市街地循環バス「南鷹巣団地」バス停より徒歩15分
- JR鷹ノ巣駅より車で9分
- 鷹巣インターチェンジより車で3分
- 大館能代空港より直線で約2km

## 出身者
- 中嶋聡 - オリックス・バファローズ監督／元プロ野球選手 捕手
- 豪風 - 年寄 押尾川／元大相撲力士（1年から3年生まで通う）